# マリー・ド・ラ・モート＝ウーダンクール

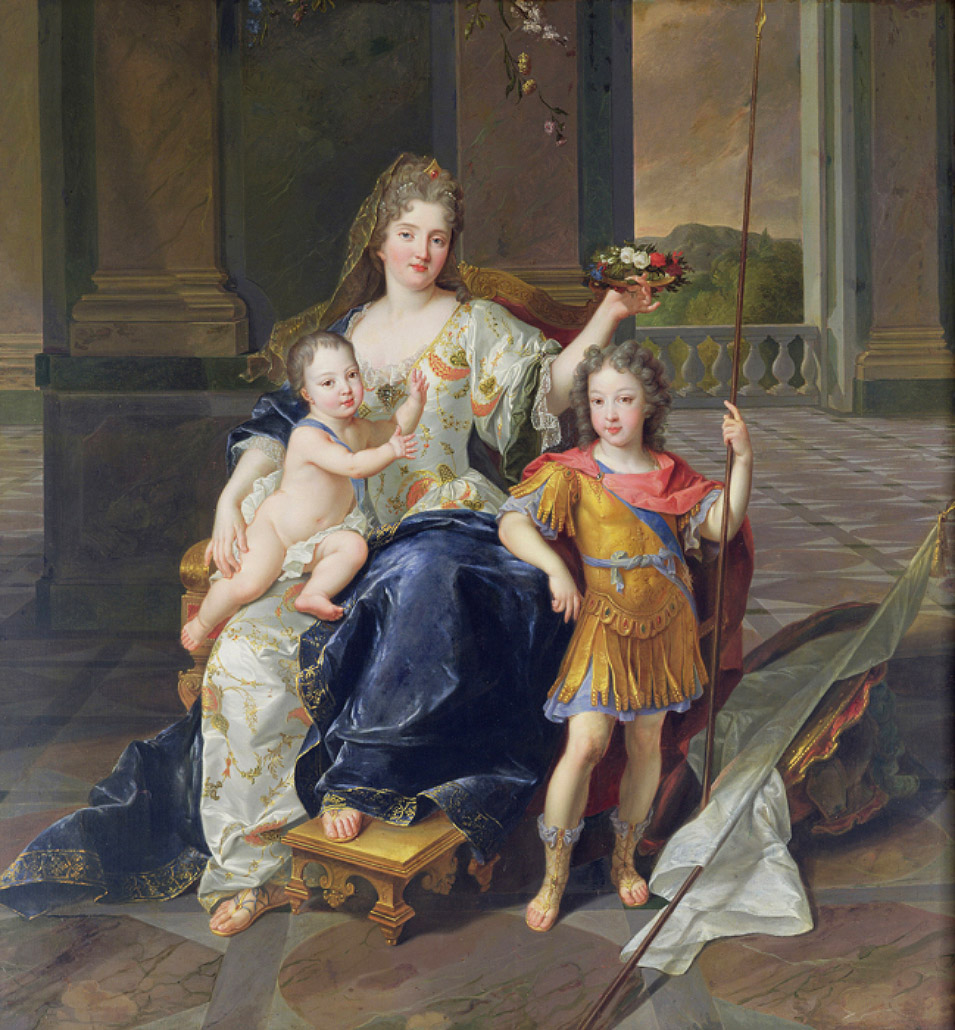
ラ・フェルテ公爵夫人とブルターニュ公及びアンジュー公兄弟、1711年頃、フランソワ・ド・トロワ画、テンプル・ニューサム蔵

ラ・フェルテ公爵夫人の騎馬像、1670年代、ジョゼフ・パロセル画、スコークロステル城蔵

マリー・イザベル・ガブリエル・アンジェリーク・ド・ラ・モート＝ウーダンクール（Marie Isabelle Gabrielle Angélique de La Mothe-Houdancourt, duchesse de La Ferté-Senneterre, 1654年 - 1726年）は、ブルボン朝時代フランスの宮廷女官で、王家のガヴァネス（在任1709年 - 1710年）を務めた。
陸軍元帥・カタルーニャ副王を務めたカルドヌ公爵フィリップ・ド・ラ・モート＝ウーダンクールと、その妻で王家のガヴァネスとしてルイ14世王を養育したトゥシ女侯爵ルイーズ・ド・プリーの間の3人の娘のうちの三女として生まれた。
1675年ラ・フェルテ＝サンネテール公爵アンリ＝フランソワ・ド・サン＝ネクテールと結婚し、間に2人の娘、フランソワーズ＝シャルロット・ド・サン＝ネクテール（1679年 - 1745年、ラ・カルト侯爵夫人、作曲家・チェンバリスト）と、マリー＝アンジェリーク・ド・サン＝ネクテール（1676年 - 1713年、レヴィ＝ミルポワ侯爵夫人）をもうけた。結婚に伴いラ・フェルテ＝サンネテール公爵夫人となった。
母の後継として王家のガヴァネスに補任され、1709年から1710年まで務めた。ルイ14世の最年長の孫ブルゴーニュ公の子供たちの養育の責任者であった。1710年、姉のヴァンタドゥール公爵夫人に交替した。
1709年母の死に伴いモンプポン城を相続、城はさらに娘のラ・カルト侯爵夫人に受け継がれたが、1763年孫によってトリスタン侯爵家に売却された。

## 引用・脚注
1. ↑  “Françoise-Angélique de La Mothe-Houdancourt - Histoire de l'Europe”. www.histoireeurope.fr. 2025年2月3日閲覧。
2. ↑  Moreri, Louis (2019年6月13日). “Le grand dictionnaire historique ou le mélange curieux de l'histoire sacrée et profane...”.   chez Jean-Baptiste Coignard. 2025年2月3日閲覧。
3. ↑  Merrick, Jeffrey (26 March 2009). Order and Disorder under the Ancien Régime. Cambridge Scholars Publishing. ISBN 9781443807548 2025年2月3日閲覧。